# Bakterioza cebuli

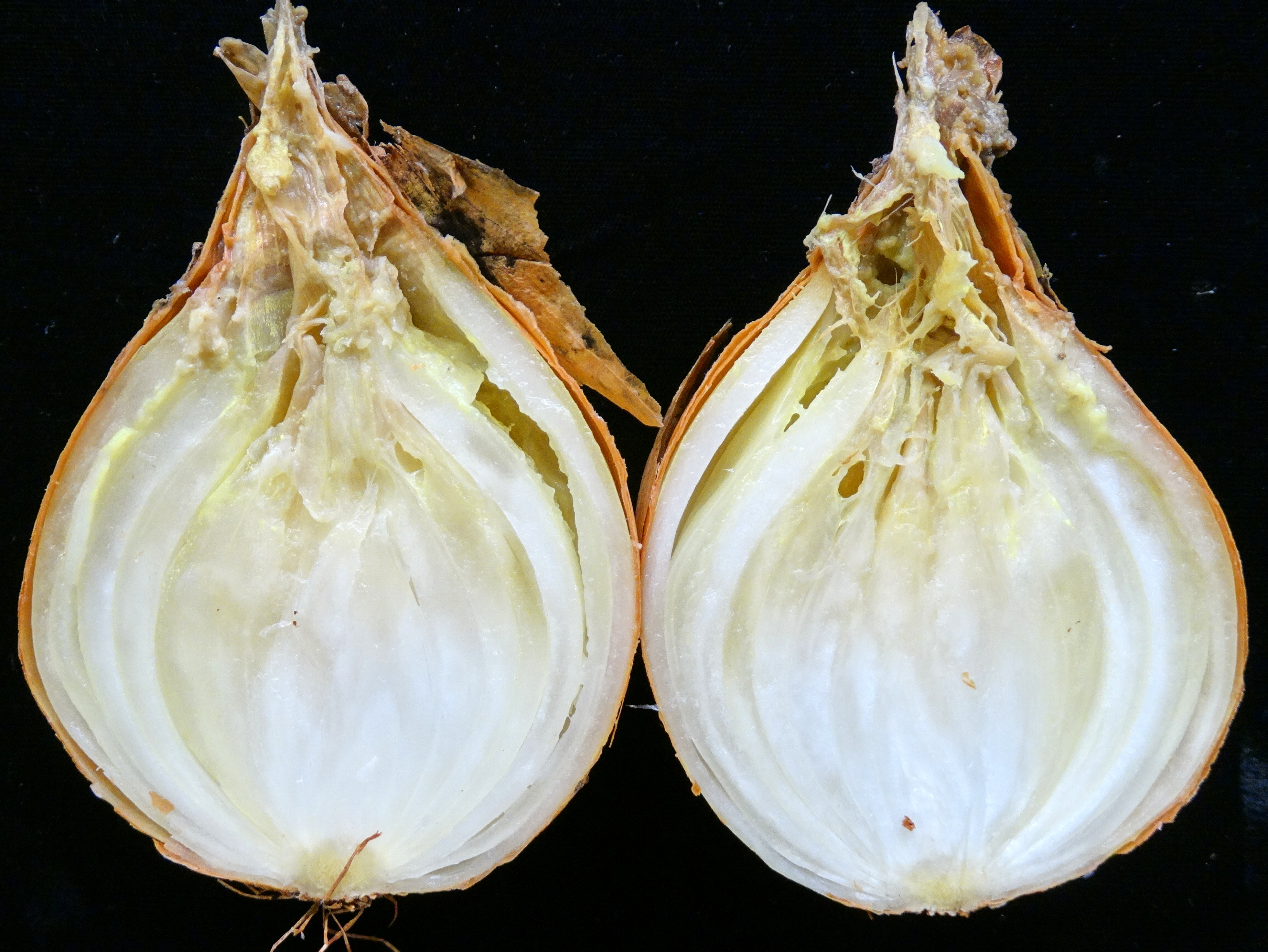
Bakterioza cebuli wywołana przez Pectobacterium carotovorum subsp. carotovorum

Bakterioza cebuli (ang. slippery skin of onion, sour skin of onion) – bakteryjna choroba cebuli (Allium cepa).

## Występowanie i szkodliwość
Jest to choroba z grupy mokrych zgnilizn. Występuje we wszystkich rejonach uprawy cebuli na świecie, ale w różnych strefach klimatycznych, a także w zależności od stosowanej tam agrotechniki, powodowana jest przez różne gatunki bakterii. W Polsce jej przyczyną są bakterie Pectobacterium carotovorum subsp. carotovorum, Burkholderia gladioli var. alliicola, Burkholderia cepacia i Pantoea allii. Badania naukowców w latach 2004–2009 w Polsce wykazały w gnijących cebulach obecność także innych bakterii: Pseudomonas marginalis var. marginalis, Pseudomonas viridiflava, Pseudomonas fluorescens, Pseudomonas aeruginosa, Enterobacter cloacae, Serratia plymuthica i Pantoea ananatis. Choroba ma zróżnicowaną etiologię i jej objawy są zależne od gatunków wywołujących ją bakterii.
Szkodliwość choroby polega głównie na gniciu cebul w okresie ich transportu, przechowywania i w sklepach.

## Objawy
Bakterioza cebuli wywołana przez Burkholderia cepacia (ang.  sour skin of onion, w tłumaczeniu na język polski kwaśna skórka) objawia się zgnilizną i specyficznym, kwaśnym, octowym zapachem. Powoduje pomarszczenie zewnętrznych, mięsistych łusek cebuli, i zmianę barwy łusek na żółtą. Zewnętrzne, pomarszczone łuski łatwo dają się usunąć i wówczas odsłaniają się gnijące, żółte i śluzowate łuski. Ich barwa pochodzi od mikroskopijnych żółtych granulek powstających wskutek rozkładu tkanek. Gniciu ulegają tylko łuski zewnętrzne, wewnętrzne wraz z pąkami u podstawy pozostają zdrowe.
Burkholderia galdioli var. alliicola atakuje rośliny już na polu uprawnym. Na liściach cebuli pojawiają się drobne, czarne plamki nekrotyczne, nie mające jednak wpływu na wzrost cebuli. Na przekroju cebul jednak niektóre ich łuski wyglądają, jak nasiąknięte wodą. Z czasem gniją zmieniając barwę na ciemnobrunatną.

## Epidemiologia
Porażające cebulę bakterie żyją w glebie na ryzosferze roślin uprawnych i chwastów oraz na resztkach roślinnych. Mogą atakować cebulę jeszcze podczas jej rozwoju na polu. Warunkiem, aby mogły wniknąć do jej wnętrza, są zranienia oraz obecność wody. Najczęściej odbywa się to podczas zbioru cebuli, podczas którego obcina się jej liście. Niedosuszenie cebul po zbiorze ułatwia bakteriom wniknięcie do nich przez rany.

## Ochrona
Nie stosuje się ochrony chemicznej. Największe znaczenie ma prawidłowa agrotechnika i wybór odpowiedniej gleby do uprawy cebuli. Powinna ona mieć uregulowane stosunki wodne i być odchwaszczona. Odchwaszczenie ma szczególne znaczenie w okresie dojrzewania cebul, obecność chwastów w tym czasie powoduje bowiem przedłużenie czasu zasychania szyjek cebuli, co wydłuża bakteriom czas infekcji i tym samym nasilenie choroby. Ważny jest też czas zbioru; należy to robić podczas suchej pogody. Zebrane cebule należy wysuszyć.